# Wesley Singerman
Wesley Singerman Steven (nascido em 23 de agosto de 1990) é dublador americano. Ele é mais conhecido por seu papel em 2007, no filme animado da Walt Disney, A Familia do Futuro, como Wilbur Robinson.